# Stadio Comunale (Frosinone)
Stadio Comunale (inaczej Stadio Matusa) - stadion piłkarski znajdujący się w mieście Frosinone we Włoszech.
Swoje mecze rozgrywa na nim zespół Frosinone Calcio. Jego pojemność wynosi 9 680.